# Arthur Du Rietz

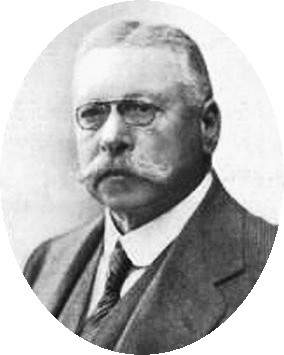
Johan Arthur Du Rietz.

Johan Arthur Du Rietz, född 23 december 1855 i Norrköping, död 6 december 1923 i Malaga, var en svensk grosshandlare och skeppsredare. Han var initiativtagare till bildandet av Öresundsvarvet.

## Biografi
Arthur Du Rietz var son till stadsmäklaren i Norrköpung Carl Du Rietz (1812–1897) och Sofia Östlund (1820–1903). Han var elev vid sjökrigsskolan mellan 1870 och 1872 samt grosshandlare i trävaror i Sankt Petersburg efter 1882. Han var verkställande direktör i Stockholms benmjölsfabriksaktiebolag 1890.  Arthur Du Rietz hade lång erfarenhet av sjöfart och handel med Ryssland då han 1900 bildade ett företag i Mem vid Göta Kanal för att importerade Asp från Ryssland som ombud för Vulkans Tändsticksfabrik. Företaget hade även en filial i Sankt Petersburg. 1904 drev han firman Artur Du Rietz i Stockholm. Samma år utnämndes han till dansk vicekonsul i Stockholm och Mem. 
År 1906 bildade han tillsammans med John Myrsten och Ernst Wendel bolaget Rederi AB Mems, för att själv transportera aspvirket från Ryssland till Sverige. 1910 flyttades huvudkontoret till Göteborg medan kontoren i Sankt Petersburg och i Mem behölls som filialer. Han var skeppsredare i Mem 1906–1910 och i Göteborg 1910–1917 samt direktör i Slite cement- och kalkaktiebolag från 1917 till sin död 1923. Det följde befattningen som ordförande i styrelsen för aktiebolag Öresundsvarvet i Landskrona som bildades den 16 december 1915 på initiativ av Du Rietz vilken även stod för kapitalet att bygga anläggningen. Han hade sålt alla sina fartyg vid första världskrigets utbrott och blivit en förmögen man.

### Privatliv

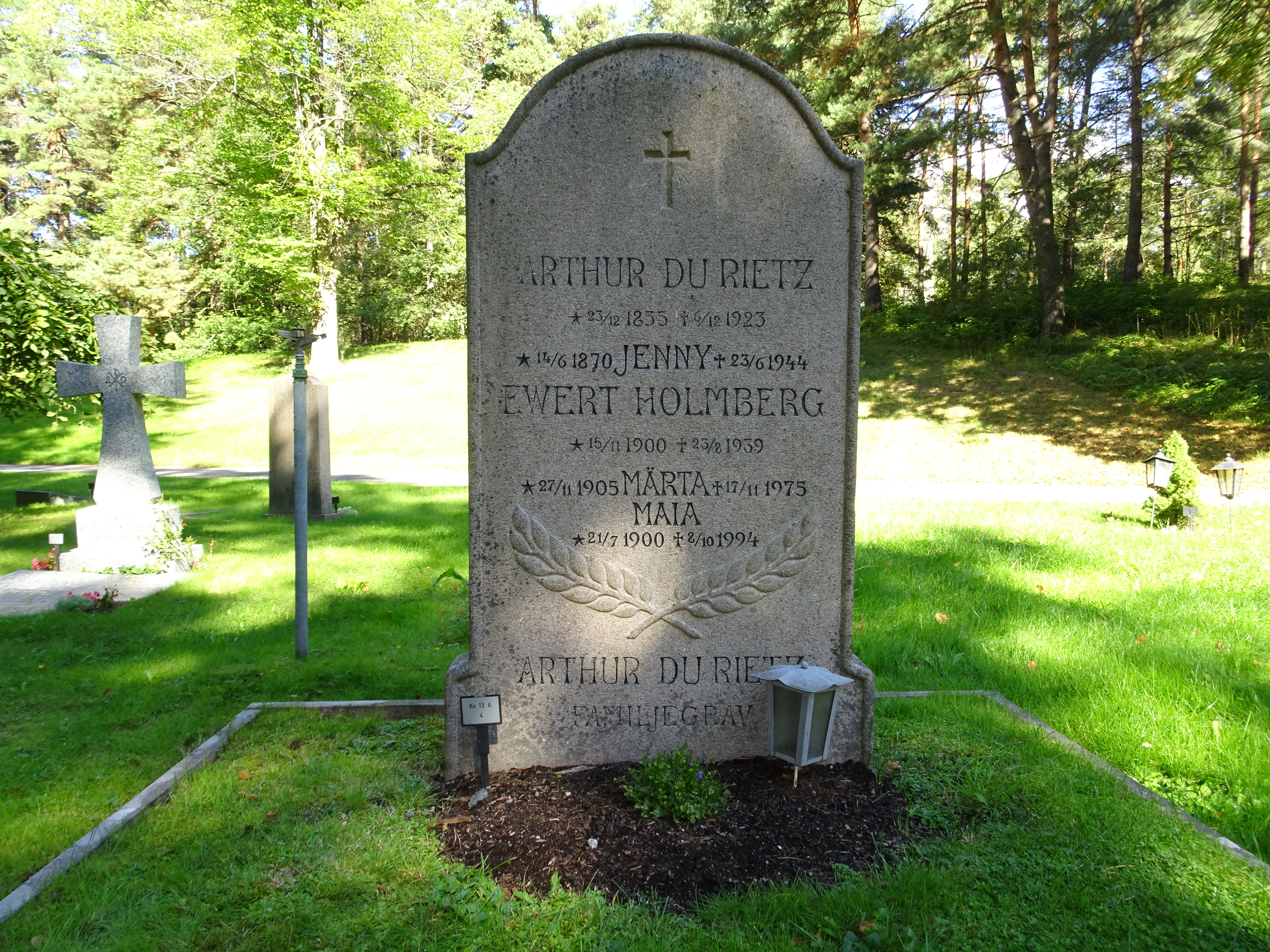
Familjegraven.

Arthur Du Rietz var gift två gånger, första gången (1889) med sin kusin Maria Du Rietz och andra gången (1896) med Jenny Constance Lundgren. Han ägde fastigheter i Stockholm, bland dem Piplärkan 5 i Lärkstaden. Han fann sin sista vila på Norra begravningsplatsen där han gravsattes den 12 december 1923 i familjegraven. I samma grav finns även hustru Jenny Constance (död 1944).